# Blaževići
Blaževići är en ort i Bosnien och Hercegovina.   Den ligger i entiteten Federationen Bosnien och Hercegovina, i den södra delen av landet, 100 kilometer sydväst om huvudstaden Sarajevo. Blaževići ligger 322 meter över havet och antalet invånare är 178.
Terrängen runt Blaževići är kuperad. Närmaste större samhälle är Drinovci, 3,3 kilometer sydväst om Blaževići. 
Omgivningarna runt Blaževići är en mosaik av jordbruksmark och naturlig växtlighet. Runt Blaževići är det ganska tätbefolkat, med 93 invånare per kvadratkilometer.